# Lydia Lindgren
Lydia Lindgren-Querzé, född i Svensbyn 1884, död 1974 i New York, var en svensk operasångerska (sopran).
Lindgren föddes i Svensbyn, där modern var lärarinna. Fadern var musikalisk med hade inga möjligheter att utveckla sina ambitioner. Modern dog 1894 och Lindgren lämnade hemmet vid 15 års ålder. Hon studerade sång i Stockholm, i Paris, vid Musikkonservatoriet i Genève och i Berlin för Gustav Bergman (senare chef för Operan i Stockholm). Hon turnerade i Europa och USA. Hon medverkade bland annat i Valkyrian, Faust och Hoffmans äventyr.
Under 1920- och 30-talen var hon gift med italienske tenoren Raoul Querez. Hon bodde över 40 år i New York.
Till Piteås 400-årsjubileum 2021 uruppfördes en PocketOpera om Piteås okända operadiva med titeln ”Här är det jag som stämmer!”, manus och regi: Carina Henriksson. 
https://nsd.se/kultur/musik/artikel/musikalisk-historia-om-piteas-okanda-operadiva/lz999n2j
https://pt.se/kultur/svensbyn/artikel/berorande-berattelse-om-divor-som-gatt-sin-egen-vag-svensbyfodda-operasangerskans-ode-fascinerar/r95x6goj